# Путиловское сельское поселение
Пути́ловское се́льское поселе́ние — муниципальное образование в Кировском районе Ленинградской области.
Административный центр — село Путилово.
Глава поселения и исполняющая полномочия главы администрации — Пранскунас Надежда Александровна.

## География
Площадь поселения — 185,6 км².
Находится в северной части района.
Граничит:
- на севере — с Ладожским озером
- на востоке и юго-востоке — с Назиевским городским поселением
- на юге и юго-западе — со Мгинским городским поселением
- на западе — с Приладожским городским поселением

По территории поселения проходят автодороги:
- Р21 (E 105) «Кола» (Санкт-Петербург — Мурманск)
- 41К-127 (Шлиссельбург — Назия)
- 41К-239 (Войпала — Горная Шальдиха)
- 41К-529 (подъезд к дер. Валовщина)
- 41К-546 (Путилово — Поляны)

Расстояние от административного центра поселения до районного центра — 31 км.

## История
В середине XIX века в составе Шлиссельбургского уезда Санкт-Петербургской губернии была образована Путиловская волость.
В 1923 году после ликвидации Шлиссельбургского уезда Путиловская волость вошла в состав Петроградского уезда.
В 1924 году в составе Путиловской волости был образован Путиловский сельсовет.
В феврале 1927 года Путиловская волость была упразднена, Путиловский сельсовет передан Мгинской волости.
1 августа 1927 года после ликвидации уездов и волостей Путиловский сельсовет вошёл в состав Мгинского района Ленинградской области.
В ноябре 1928 года к Путиловскому сельсовету были присоединены упразднённые Валовщинский, Горно-Шальдихский и Круторучейский сельсоветы.
9 декабря 1960 года Мгинский район был упразднен, Путиловский сельсовет передан в состав Волховского района.
1 апреля 1977 года Путиловский сельсовет вошёл в состав вновь образованного Кировского района.
18 января 1994 года постановлением главы администрации Ленинградской области № 10 «Об изменениях административно-территориального устройства районов Ленинградской области» Путиловский сельсовет, так же, как и все другие сельсоветы области, был преобразован в Путиловскую волость.
1 января 2006 года в соответствии с областным законом № 100-оз от 29 ноября 2004 года «Об установлении границ и наделении соответствующим статусом муниципального образования Кировский муниципальный район и муниципальных образований в его составе» было образовано Путиловское сельское поселение, в которое вошла территория бывшей Путиловской волости.

## Демография
| 2006  | 2010  | 2011  | 2012  | 2013  | 2014  | 2015  |
| ----- | ----- | ----- | ----- | ----- | ----- | ----- |
| 2100  | ↗2342 | ↗2358 | ↗2388 | ↘2372 | ↗2390 | ↗2408 |
| 2016  | 2017  | 2018  | 2019  | 2020  | 2021  | 2023  |
| ↘2396 | ↘2382 | ↗2400 | ↘2363 | ↘2359 | ↗2765 | ↘2763 |
| 2024  | 2025  |       |       |       |       |       |
| ↗2784 | ↗2810 |       |       |       |       |       |

## Состав
В состав поселения входят 8 населённых пунктов:
| № | Населённый пункт | Тип населённого пункта       | Население    |
| - | ---------------- | ---------------------------- | ------------ |
| 1 | Алексеевка       | деревня                      | ↘4 (2017)    |
| 2 | Валовщина        | деревня                      | ↗150 (2017)  |
| 3 | Горная Шальдиха  | деревня                      | ↗98 (2017)   |
| 4 | Назия            | посёлок при станции          | ↘140 (2017)  |
| 5 | Нижняя Шальдиха  | деревня                      | ↘89 (2017)   |
| 6 | Петровщина       | деревня                      | ↘27 (2017)   |
| 7 | Поляны           | деревня                      | ↘17 (2017)   |
| 8 | Путилово         | село, административный центр | ↗1908 (2017) |

В летний период численность населения в поселении увеличивается в 10 раз за счет прибывающих в садоводческие товарищества и частный сектор.

## Экономика
Предприятия: СПК «Дальняя Поляна», ОАО «Кампес» цех Путилово, ООО «Путиловский хлеб», АЗС «Фаэтон сеть 1», МУП «Путиловожилкомхоз».
Розничная торговля: 13 торговых точек, из них в Путилово 7 продовольственных, 2 хозяйственных, станция Назия — 1 продовольственный, дер. Нижняя Щальдиха — 1 продовольственный, АЗС — 1 продовольственный и 1 — кафе. Кроме этого, в летний период в Горной Шальдихе открывается 1 продовольственный магазин и на станции Назия в садоводческом массиве 3 продовольственных и 1 хозяйственный магазин.
Крестьянские фермерские хозяйства: 8 КФХ, которые производят овощи, картофель, молоко. Ведётся производство сельхозпродукции в личных подсобных хозяйствах.
Садоводческие товарищества (4450 участков): «Омега», «Сирена», «Невское», «Строитель-1», «Назия». «Звезда», «Юлия», «Энергия», «Эликсир», «Строитель-2», «Импульс», «Химик», «Сокол».

## Достопримечательности
- храм Тихвинской иконы Божией Матери
- прицерковный липовый сад
- мост арочно-плитняковый
- Спасская придорожная часовня